# Niederzier
Niederzier là một đô thị ở huyện Düren trong bang Nordrhein-Westfalen, Đức. Đô thị này tọa lạc khoảng 10 km về phía bắc của Düren, and 10 km về phía đông nam của Jülich.